# Schloss Bleijenbeek

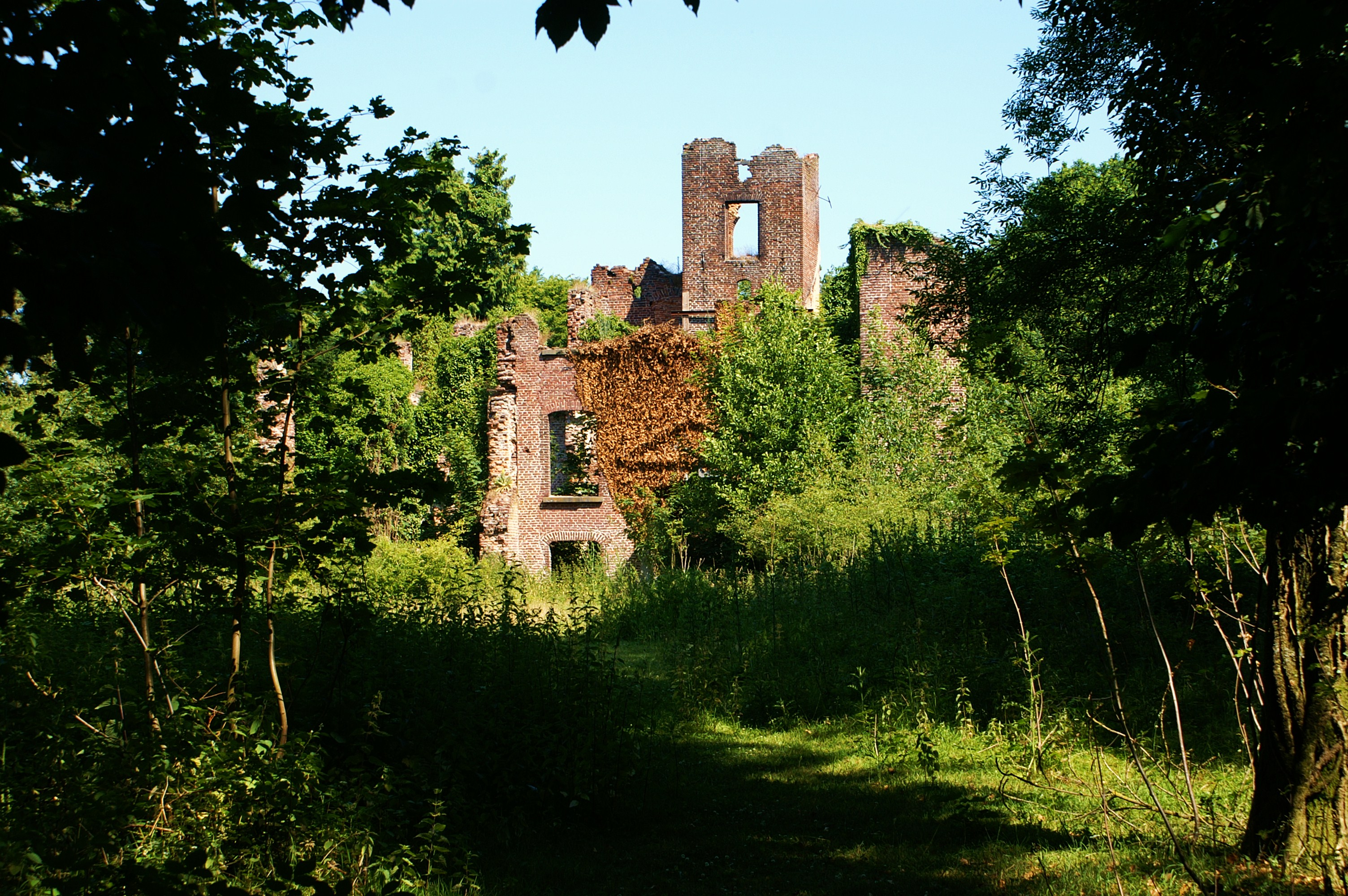
Schlossruine Bleijenbeek, heutige Ansicht

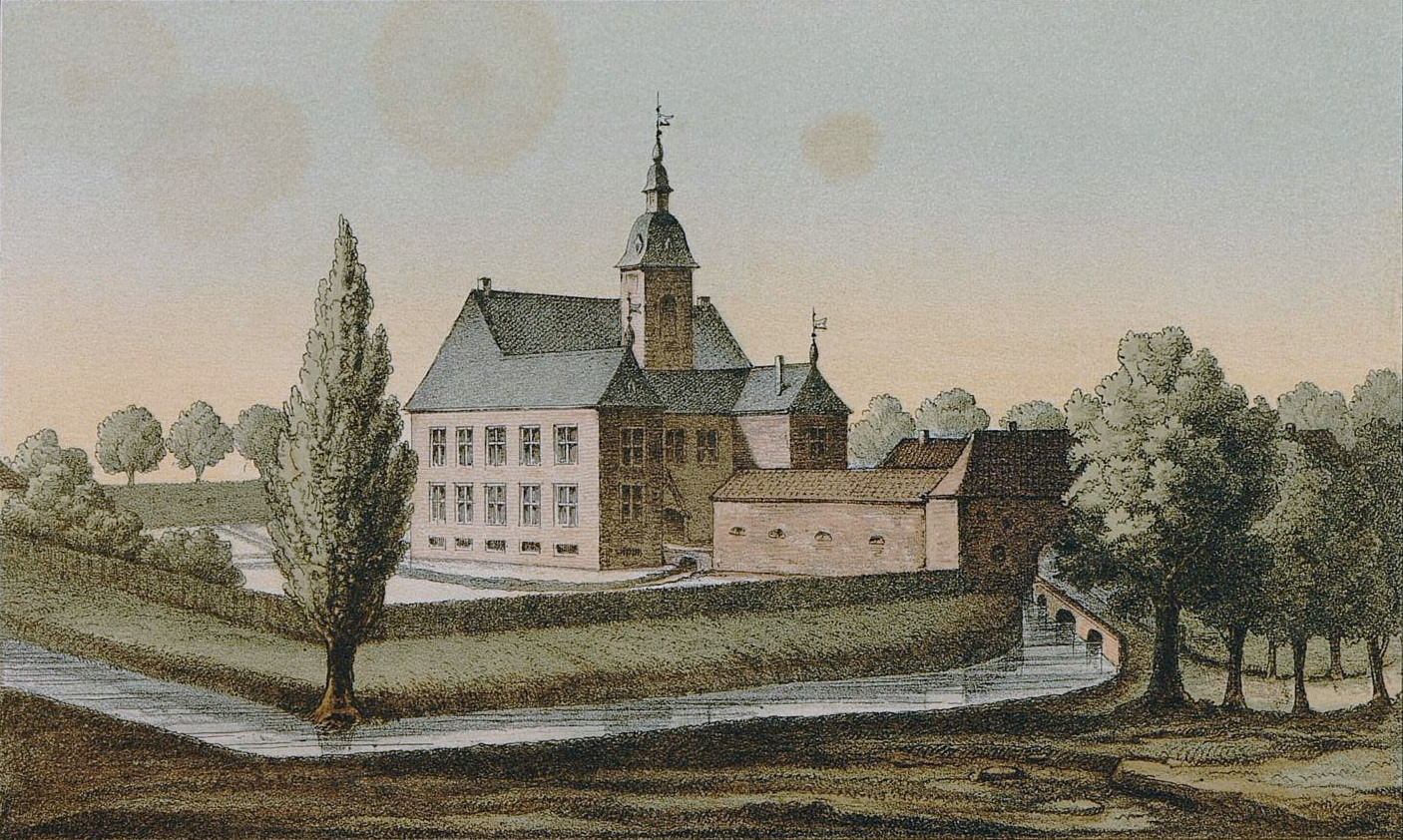
Schloss Bleijenbeek auf einem Gemälde von 1860

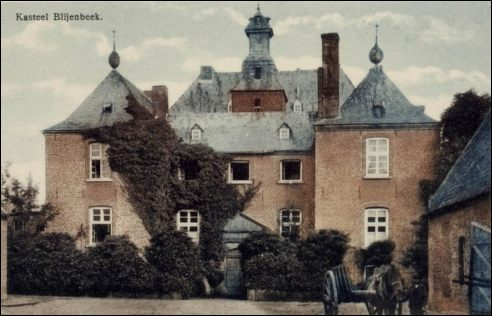
Herrenhaus von Schloss Bleijenbeek, 1908

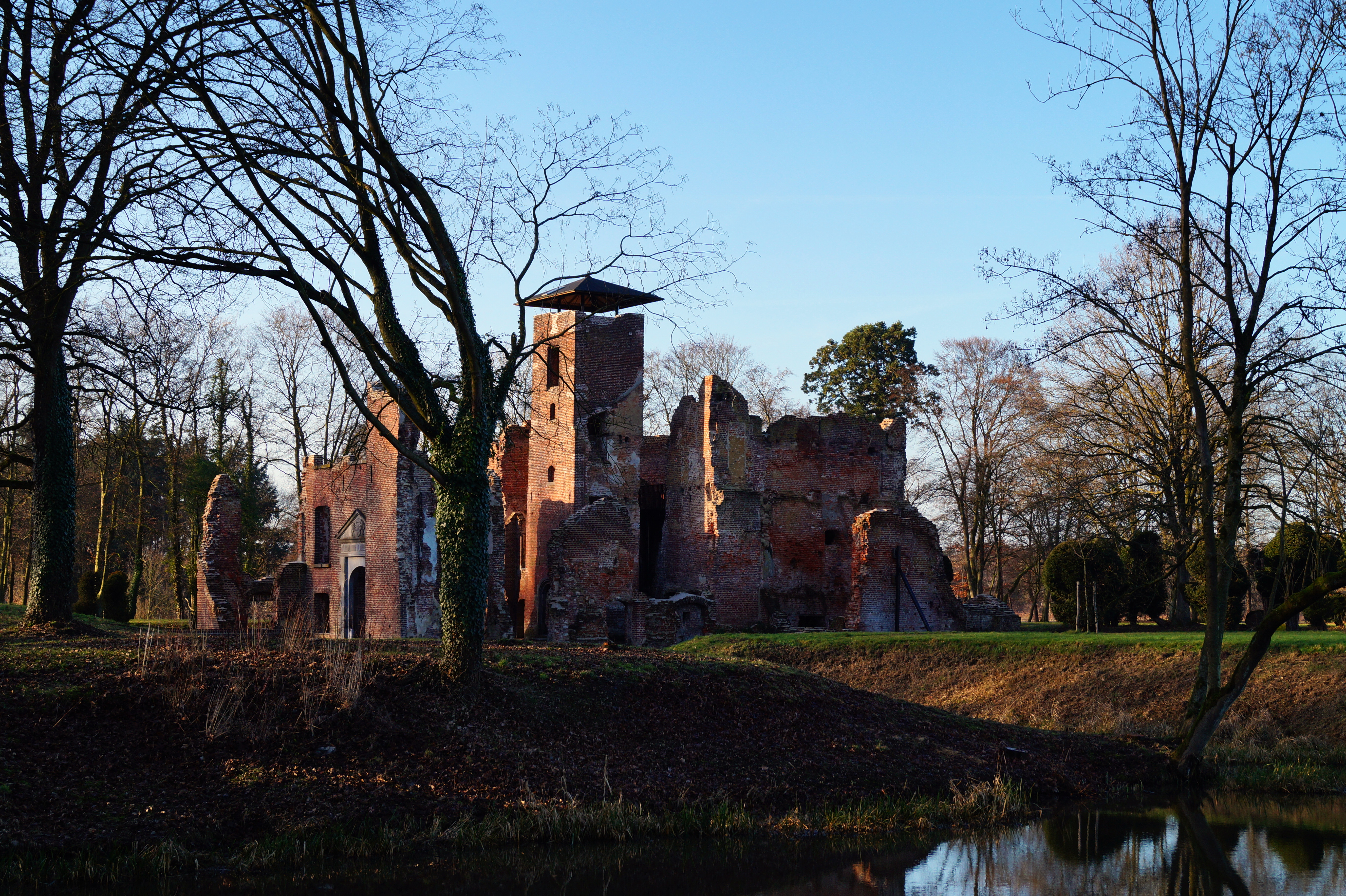
Schloßruine Bleijenbeek im Dezember 2016

Schloss Bleijenbeek, im Deutschen oft auch Blyenbeck geschrieben, ist eine Schlossruine im Ortsteil Afferden von Bergen in der niederländischen Provinz Limburg.

## Geschichte
1405 ist Wijnand Schenck van Nijdeggen als Besitzer der Burg Bleijenbeek überliefert. Sie blieb auch in den beiden folgenden Jahrhunderten im Besitz der Adelsfamilie Nideggen. Dort residierte Martin Schenk von Nideggen, der es zum Heerführer in spanischen und niederländischen Diensten gebracht hatte. Im Jahre 1589, während des Achtzigjährigen Kriegs, wurde das Schloss von den Spaniern besetzt.
1708 gelangte das inzwischen zur Wasserschloss ausgebaute Anwesen durch Erbgang in den Besitz der Grafen von Hoensbroech.
Als ab 1872 im Rahmen des Kulturkampfes die Jesuiten kraft der Jesuitengesetze aus Deutschland ausgewiesen wurden, stellte der Eigentümer, Graf Franz Egon von Hoensbroech (1805–1874), der Vater des späteren Ex-Jesuiten und Jesuitenkritikers Paul Graf von Hoensbroech, das Landschloss diesem Orden als Asyl zur Verfügung. Es lebte dort unter anderem der berühmte Priesterschriftsteller Joseph Spillmann, der die Geschichte von Bleijenbeek und seiner früheren Bewohner, der Schenken von Nideggen, in der Erzählung Das Paradieszimmer verarbeitete.   
Zur Anlage gehörte das Teehäuschen (theehuisje) an einem Teich. Das Schloss wurde durch einen britischen Bomberangriff im Februar 1945 zerstört. Die Ruinen der Außenmauern blieben erhalten.
Der Burggraben rund um Schloss Bleijenbeek ist vom ansässigen Angelverein HSV de voorn Afferden gepachtet und beherbergt einen reichen Bestand an Süßwasserfischen.

## Bleijenbeek in der Literatur
Joseph Spillmann beschreibt Bleijenbeek 1885 in der Einleitung zu seiner Erzählung Das Paradieszimmer folgendermaßen:

„Von dem Städtchen Goch führt der Weg durch fruchtbare Felder westwärts nach der holländischen Grenze. In einem kleinen Stündchen kann man bequem das alte Augustinerstift Gaesdonk erreichen. Gleich hinter Gaesdonk bildet ein Bach die Grenze zwischen Preußen und Holland. Wir haben über diesen noch keine tausend Schritte zurückgelegt, so hört der fruchtbare Boden auf und verwandelt sich rasch in ödes Heideland. Dann dehnt sich, hier und dort von Sanddünen und Sümpfen unterbrochen, fast zwei Stunden  breit, bis an die niederen Ufer der Maas, die Heide aus. Ungefähr in der Mitte dieses öden Landstriches steht das Schloß Bleijenbeek, ein echtes niederländisches Kastell, von breiten Wassergräben umschlossen, die in alten Zeiten seine Stärke bildeten. Der Schloßgarten der seine dunklen Taxuswände und frischgrünen Laubengänge, seine schattigen Linden und Roßkastanien in der breiten Wasserfläche des Grabens spiegelt, ist viel schöner, als ihn der Wanderer nach dem ermüdenden Gange durch die Heide erwarten sollte. Das alte Burghaus mit den verwetterten Ziegelmauern, dem riesigen Schieferdache und dem viereckigen Mittelturme hat noch immer sein herrschaftliches Ansehen bewahrt. Von der Südseite führt eine breite, steinerne Brücke über den fast teichartigen, äußeren Wassergraben. Der äußere Schlosshof ist heute auf drei Seiten von der Rentei, einer Pächterwohnung und Ökonomiegebäuden umgeben, während der Burgbau die vierte Seite einnimmt. Diesen (das Herrschaftshaus) umschließt abermals ein breiter Graben, der aber heute trocken liegt und teilweise mit Blumen und Ziersträuchern bepflanzt ist. Über ihn führt zum Schloßportal eine zweite Brücke. Der Burgbau bildet ein massives Viereck mit einem engen, von Arkaden umgebenen, inneren Hofraum, aus dem der Turm, halb in den nördlichen Hauptflügel hineingebaut, sich zu mäßiger Höhe über die wuchtigen Dächer erhebt.“